# Слєпцова Людмила Данилівна
Людмила Данилівна Слєпцова (якут. Людмила Даниловна Слепцова, рос. Людмила Даниловна Слепцова, 12 квітня 1942, с. Майя Мегіно-Кангаласького району Якутської АРСР) — якутський живописець. Народний художник Республіки Саха (Якутія). Заслужений діяч мистецтв Республіки Саха (Якутія). Заслужений діяч мистецтв Російської Федерації. Член спілки художників Російської Федерації.

## Творчість
Людмила Слєпцова є першою якутською жінкою-живописцем. Професійно розпочала малювати у 80-х роках XX століття. Одними з перших значимих робіт були портрети солістки якутської опери Анегіни Ільїної та піаністки Аїзи Решетнікової.
Основні роботи: "Материнство" (1974), "Портрет ветерана Великої Вітчизняної війни С.Д. Флегонтова" (1975), "Якутські майстрині" (1975), "Портрет теслі" (1976), "Портрет Анегіни Ільїної" (1979), "Портрет матері" (1979), "Поет Анегіна Ільїна" (1979), "Автопортрет з дітьми" (1980), "Портрет Аїзи Решетнікової" (1982), "Портрет музикознавця Галини Алексєєвої" (1982), "Портрет піаністки Людмили Окоємової" (1982), "Портрет композитора Захара Степанова" (1982), "Актриса Ірина Максимова" (1983), "Артист балету Михайло Местников" (1992), "Народний поет І. Гоголєв" (1998), "Артистка Степаніда Борисова" (1998).
Учасник понад 60 художніх виставок.
Є одним з авторів державного прапора Республіки Саха (Якутія).
Указом Глави Республіки Саха (Якутія) від 23 березня 2016 року № 1026 Людмилі Слєпцовій присвоєнно почесне звання «Народний художник Республіки Саха (Якутія)».